# 西班牙國鐵251型電力機車
251型電力機車（Renfe Class 251），是西班牙國鐵系統（RENFE）的電力機車車款之一。
這款機車為數30輛，於1980年代向日本三菱訂購，由CAF及MACOSA於Oviedo的廠房負責生產，是繼1970年代的269型以後，第二款採用日本機車技術的電力機車。車輛技術方面則以日本國鐵的EF66型為基礎，使用三台三菱直流牽引電動機，每轉向架一台，沿用同類型車體及其B-B-B軸式，擁有高牽引力及適合行駛彎道的特點，輸出功率為4650 kW，最高時速為160公里。車體外觀設計也相當類似EF66。
現時這些機車主要用於牽引貨物列車上。截至2011年，已有兩輛機車退役（編號251.001和251.009）。

## 事故記錄
2010年3月26日上午，牽引58244次列車（阿斯圖里亞斯～巴倫西亞）的251.009號機車，與58242次列車相撞，這輛機車事後報廢。

## 相關車輛
- 西班牙國鐵269型電力機車
- 日本國鐵EF66型電力機車